# 緒里たばさ
緒里 たばさ（いおり たばさ、11月11日 - ）は、日本の漫画家。横浜市在住。
血液型はB型。

## 人物
- 好きな食べ物は餃子。
- 「仮面ライダー電王」「人造昆虫カブトボーグ V×V」のファンであり、ブログでは自分の漫画のキャラクターに萌えるなど、オタク的な趣味を持つ。

## 経歴
- 2000年8月期まんがカレッジ努力賞受賞。
- 2002年、『少年サンデー特別増刊R』SPRING号に『はらぺこ奈都ちゃん!』でデビュー。
- 2007年、『週刊少年サンデー』第46号より『クナイ伝』で週刊連載デビュー（翌年2008年32号まで連載）。

## 作品リスト

### 連載
- クナイ伝（『週刊少年サンデー』2007年47号 - 2008年32号）
- 王者の遊戯（『月刊コミック@バンチ』2012年9月号 - 2015年7月号）
- ヒロインズゲーム（『ゴーゴーバンチ』vol.11 - vol.21→『くらげバンチ』2018年3月 - 2019年4月）
- 泣き虫弱虫諸葛孔明（原作：酒見賢一、『月刊!スピリッツ』2017年12月号 - 2019年7月号[1]）
- 暗殺後宮〜暗殺女官・花鈴はゆったり生きたい〜（『月刊！スピリッツ』2021年10月号[2] - 連載中）

### 読み切り
- 腹ぺこ奈都ちゃん（『少年サンデー特別増刊R』2002年4月15日号）
- 今すぐ！デビール社！（『少年サンデー特別増刊R』2002年11月7日号）
- クナイ伝（『週刊少年サンデー超』2004年9月25日号）
- クナイ伝（『週刊少年サンデー』2007年8号）
- 竜那の瞳（『週刊少年サンデー超』2007年5月25日号）
- マグネとマケード魔導院（『週刊少年サンデー超』2008年11月25日号）
- 週刊マンガ日本史第29号『伊能忠敬』（2010年、朝日新聞出版）

### 書籍
- 『クナイ伝』、小学館〈少年サンデーコミックス〉2008年、全4巻
- 『王者の遊戯』、新潮社〈BUNCH COMICS〉2012年 - 2015年、全6巻
- 『ヒロインズゲーム』、新潮社〈BUNCH COMICS〉2017年 - 2019年、全3巻
- 『泣き虫弱虫諸葛孔明』、原作：酒見賢一、小学館〈ビッグコミックス〉2018年 - 2019年、全3巻
- 『暗殺後宮〜暗殺女官・花鈴はゆったり生きたい〜』、小学館〈ビッグコミックス〉2022年 - 、既刊8巻（2025年5月19日現在）